# Consiglio di Stato (Polonia)
Il Consiglio di Stato della Polonia (Polacco: Rada Państwa) fu introdotto dalla Piccola Costituzione del 1947 e deteneva la funzione di capo di stato collettivo.

## Storia e funzioni
Consisteva del Presidente della Polonia, del Maresciallo del Sejm e dei suoi vice, del Presidente della Camera Suprema di Controllo e di eventuali altri membri. Il Consiglio di Stato aveva il potere di approvare i decreti-legge basati sui poteri assegnati al Consiglio dei ministri dal Sejm, esercitare il controllo supremo sui consigli nazionali locali, approvare la promulgazione delle leggi che riguardavano il bilancio e gli affari militari, dichiarare lo stato di emergenza e la legge marziale, emettere tasse e altro.
Con la Costituzione della Repubblica Popolare di Polonia del 1952, il numero di componenti del Consiglio di Stato fu fissato a 15 persone: il Presidente, quattro Vice Presidenti, il Segretario e nove membri. Tutti erano eletti dal Sejm tra i deputati durante la prima riunione dopo le elezioni. 
Come collegio posto a Capo dello Stato, ratificava e rinunciava agli accordi internazionali, nominava e sospendeva i rappresentanti della Polonia negli altri stati e nelle organizzazioni internazionali; conferiva ordini ed onorificenze ed aveva il potere di grazia. Alcune delle sue funzioni costituzionali erano:
- ordinare assemblee del Sejm o l'elezione del Sejm
- emettere decreti durante i periodi compresi tra le riunioni del Sejm (i decreti dovevano essere in seguito accettati dal Sejm)
- iniziativa legislativa

Il Consiglio di Stato fu sciolto il 19 luglio 1989 con un emendamento costituzionale. Alcune delle sue funzioni furono trasferite alla carica ricreata del Presidente della Repubblica Popolare di Polonia.

## Presidenti del Consiglio di Stato
- Aleksander Zawadzki (1952 - 1964)
- Edward Ochab, Stanisław Kulczyński, Oskar Lange e Bolesław Podedworny (7 agosto 1964 - 12 agosto 1964) (ad interim)
- Edward Ochab (1964 - 1968)
- Marian Spychalski (1968 - 1970)
- Józef Cyrankiewicz (1970 - 1972)
- Henryk Jabłoński (1972 - 1985)
- Wojciech Jaruzelski (1985 - 1989)